# Такі симпатичні вовки
«Такі симпатичні вовки» — радянський художній фільм 1975 року, знятий режисером Ростиславом Синьком на студії «Укртелефільм».

## Сюжет
У шкільному лісництві виявляють лігво, де живе вовчиця з трьома вовченятами. У колгоспі зникають вівці і в цьому звинувачують вовчу родину. Але юні лісники впевнені, що «вовк», який краде овець — один із колгоспників.

## У ролях
- Вова Лисуненко — Вова
- Олег Завадський — Олег
- Олена Воловик — Олена
- Оля Волошина — Оля
- Саша Демченко — Сашко
- Максим Голубєв — Максим
- Таня Смирнова — роль другого плану
- Олександр Ткачук — Алік
- Федір Голота — роль другого плану
- Інна Тюшко — роль другого плану
- Коля Чайка — роль другого плану
- Вілорій Пащенко — лісничий
- Володимир Оглоблін — професор
- В. Олексенко — лейтенант міліції
- Василь Васильєв — дід Карпо
- Борис Александров — Крюкін
- Ольга Первєєва — Дар'я Семенівна
- Ада Волошина — вчителька
- Олександр Толстих — мисливствознавець

## Знімальна група
- Режисер — Ростислав Синько
- Сценарист — Леонід Ямковий
- Оператор — Анатолій Ващенко
- Художники — В. Карпенко, Володимир Губа